# Nanofibres
Les nanofibres sont des fibres dont le diamètre est de l'ordre du nanomètre. Elles peuvent être créées à partir de différents polymères, et auront donc des propriétés physico-chimiques et des applications différentes en fonction du polymère. Parmi les polymères qui se prêtent à la réalisation de nanofibres, certains sont d'origine naturelle (collagène, cellulose, kératine, chitosane, etc.), d'autres d'origine synthétique (acide polylactique, polycaprolactone, polyuréthane, éthylène-acétate de vinyle, etc.),. Le diamètre des fibres obtenues dépend du type de polymère et de la méthode de production. Toutes les nanofibres ont cependant en commun une surface spécifique élevée, une grande porosité, une assez bonne résistance mécanique, et une grande polyvalence fonctionnelle, comparée aux microfibres,,.
Les nanofibres peuvent être réalisées par différentes méthodes, dont l’étirage, l'électrofilage, l’auto-assemblage, ou la séparation de phases thermo-induite. L'électrofilage est la méthode la plus courante, en raison de sa flexibilité : le montage expérimental est relativement simple, et cette méthode permet la production de masse de nanofibres continues de différents polymères, tout en contrôlant leur diamètre, leur composition, et leur orientation.
Les nanofibres peuvent être utilisées dans de nombreuses applications technologiques et commerciales. Elles peuvent servir de structure de support pour la culture de tissus biologiques,,, pour l'administration de substances pharmaceutiques,,, au diagnostic du cancer,,, à la réalisation de batteries lithium-air,,, comme capteurs optiques,,, et à la filtration de l'air,,.

## Applications

### Filtration de l'air
Les nanofibres peuvent être utilisées dans des filtres pour protéger les personnes contre les virus, les bactéries, le smog, la poussière, les allergènes et autres particules. L’efficacité de filtration est d’environ 99,9 % et le principe de filtration est mécanique. Les particules dans l’air sont plus grandes que les pores de la pelote en nanofibres mais les molécules de dioxygène sont assez petites pour passer à travers. Une seule entreprise utilise les nanofibres dans des produits ordinaires en 2019. Les produits utilisant les nanofibres pour filtrer l’air et protéger la santé des personnes peuvent prendre la forme de membrane de protection pour fenêtre, de masques faciaux, de masques de protection ou tour de cou avec membrane en nanofibres. Le projet avec un tour de cou en nanofibres a été présenté sur Kickstarter fin 2018 et a été financé avec succès.

### Textile pour vêtements de sport
Le textile pour vêtements de sport, avec une membrane en nanofibres à l'intérieur, est basé sur la technologie moderne des nanofibres où le noyau de la membrane est constitué de fibres d'un diamètre mille fois plus fin que les cheveux humains. Ce « tamis » extrêmement dense, avec plus de 2,5 milliards de pores par centimètre carré, est beaucoup plus efficace pour éliminer les vapeurs et apporte une meilleure résistance à l'eau. Dans le langage des nombres, le textile nanofibre apporte les paramètres suivants :
- perméabilité à la vapeur d'eau RET 1,0 et 10 000 mm de colonne d'eau (version préférant la respirabilité) ;
- perméabilité à la vapeur d'eau RET 4,8 et 30 000 mm de colonne d'eau (version préférant la résistance à l'eau).

Les vêtements et les membranes de chaussures en nanofibres sont en polyuréthane, de sorte que leur production ne soit pas nuisible à la nature. Les membranes des vêtements de sport en nanofibre sont recyclables.